# Ближний Береговой
Бли́жний Берегово́й — посёлок в Снежинском городском округе Челябинской области.

## География
Расположен на восточном берегу озера Силач в 7 километрах от Снежинска.

## История
Поселок возник в 1930-х гг. как подсобное хозяйство санатория «Сунгуль». В 1946 на месте санатория была образована радиобиологическая Лаборатория «Б», подсобное х-во стало одним из ее вспомогательных подразделений. В 1955 хозяйство было закреплено за НИИ-1011 (позднее РФЯЦ-ВНИИТФ им. акад. Е. И. Забабахина), вскоре получило статус совхоза «Береговой». В 1956 в ведение НИИ-1011 был передан и совхоз «Багаряк», в 1960 оба совхоза объединились. Позднее хозяйство на берегу оз. Силач было преобразовано в отделение № 4 совхоза «Береговой». Этому отделению, а затем и поселку было присвоено название Ближний Береговой. В 2000 на его базе создано МУП «Заря».

## Население
| 2002 | 2010 |
| ---- | ---- |
| 323  | ↘275 |

По данным Всероссийской переписи, в 2010 году численность населения посёлка составляла 275 человек (138 мужчин и 137 женщин).

## Улицы
Уличная сеть посёлка состоит из 19 улиц и 3 переулков.